# Attentat à la bombe du Harvey's Resort Hotel
L'attentat à la bombe du Harvey's Resort Hotel a eu lieu les 26 et 27 août 1980, lorsque plusieurs hommes se faisant passer pour des livreurs de photocopieur ont déposé une bombe minutieusement piégée, contenant 1 200 livres (540 kg) de dynamite, au Harvey's Resort Hotel (maintenant connu sous le nom de « Harveys ») à Stateline, dans l'État du Nevada, aux États-Unis. Après une tentative pour désamorcer la bombe, celle-ci a explosé, causant d'importants dégâts à l'hôtel mais sans faire de blessés ni de morts. Le coût total des dommages a été estimé à environ 18 millions de dollars américains. John Birges Sr. a été reconnu coupable d'avoir fabriqué la bombe dans le but d'extorquer de l'argent au casino, après y avoir perdu 750 000 $. Il est mort en prison en 1996, à l'âge de 74 ans.

## Contexte

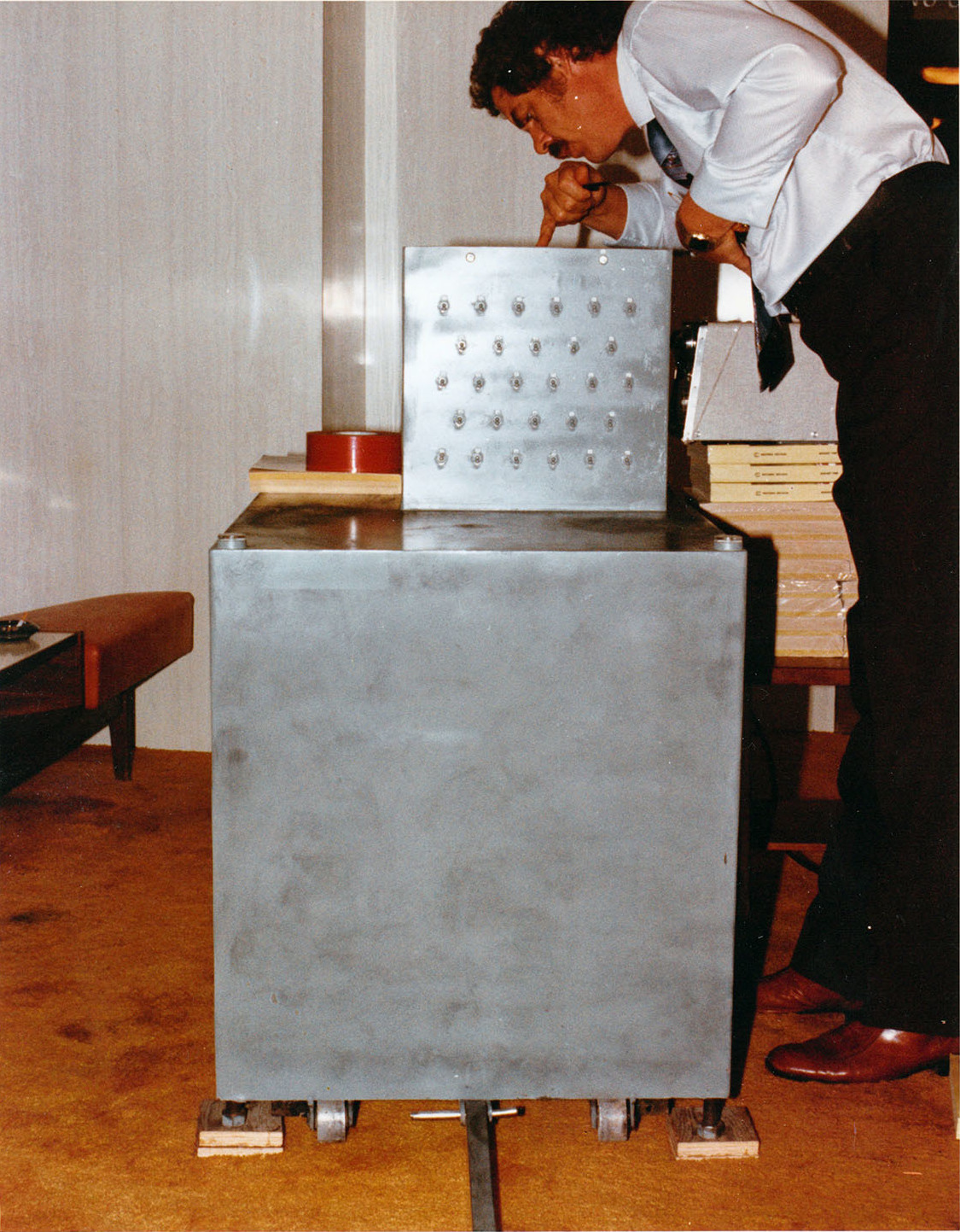
Le capitaine des pompiers de l'État du Nevada, Thomas J. Huddleston, examinant la bombe.

John Birges Sr. était un immigrant hongrois vivant à Clovis, Californie. Il a affirmé aux biographes ultérieurs qu'il avait volé pour la Luftwaffe allemande pendant la Seconde Guerre mondiale, période au cours de laquelle il a fourni des renseignements aux États-Unis. Il a été capturé et condamné à 25 ans de travaux forcés dans le goulag soviétique. Huit ans après le début de sa peine dans le goulag, il a été libéré pendant une période de rapatriement massif de prisonniers de guerre détenus en Union soviétique vers leur pays d'origine et renvoyé en Hongrie. De là, il a émigré aux États-Unis. Les enquêtes sur les récits de Birges sur sa vie en Europe n'ont pas permis de prouver ses affirmations selon lesquelles il aurait volé pour les nazis, espionné pour les États-Unis ou été emprisonné dans un goulag soviétique.
Birges a construit une entreprise d'aménagement paysager prospère, mais sa dépendance au jeu lui a fait perdre une grosse somme d'argent, ce qui a entraîné le projet de la bombe. Sa dette de jeu et son expérience avec les explosifs étaient les principaux éléments de preuve le liant à l'attentat.

## Attentat
En tant que cerveau derrière la bombe, l'ancien millionnaire Birges tentait d'extorquer 3 millions de dollars (9 308 966 $ actuels) au casino, affirmant qu'il y avait perdu 750 000 dollars (2 327 242 $ actuels) en y jouant. Le FBI s'est rendu à l'endroit qu'il croyait être celui de la remise de la rançon, mais en réalité Birges attendait à un autre endroit. La confusion était due à des instructions vagues. Aucune somme d'argent n'a finalement été versée à Birges.
La bombe était ingénieusement construite et pratiquement inviolable. Une lettre laissée avec la bombe indiquait que celle-ci ne pouvait pas être neutralisée, pas même par le constructeur lui-même, mais que si la rançon de 3 millions de dollars était payée, il donnerait des instructions sur la combinaison d'interrupteurs qui permettrait de déplacer la bombe pour la faire exploser ailleurs. Le FBI a déterminé qu'il faudrait quatre hommes pour la déplacer, et qu'il n'y avait aucun moyen de savoir si la bombe était vraiment désamorcée ni si elle pouvait être déplacée en toute sécurité. Le FBI a finalement décidé que la bombe devrait être désamorcée dans l'hôtel. Tous les clients et le personnel ont été évacués de l'hôtel et la conduite de gaz a été fermée.
Après avoir étudié la bombe pendant plus d'une journée, grâce à des rayons X, les démineurs ont décidé que, bien qu'il y ait eu des avertissements du fabricant de la bombe qu'un choc déclencherait l'engin, le meilleur espoir de le désamorcer était de séparer les détonateurs de la dynamite. Les techniciens pensaient que cela pourrait être accompli en utilisant une charge creuse de C-4. Mais la tentative a échoué car les techniciens ne savaient pas que de la dynamite avait également été placée dans le boîtier supérieur contenant le circuit de détonation ; la charge creuse a fait exploser les explosifs du boîtier supérieur, ce qui a fait exploser le reste de la bombe. La bombe a détruit une grande partie de l'hôtel, mais personne n'a été blessé. L'explosion a également endommagé le Harrah's Casino (relié au Harvey's Resort Hotel par un tunnel), brisant de nombreuses fenêtres du casino.
La bombe, l'une des plus grosses jamais vues par le FBI, était chargée d'environ 1 000 livres (450 kg) de dynamite, volée sur un chantier de construction à Fresno, Californie. Selon les experts du FBI, la bombe du Harvey reste l'engin explosif improvisé le plus complexe qu'ils aient examiné, et une réplique de « la machine », comme l'appelaient les extorqueurs, a été utilisée dans la formation du FBI au moins jusqu'en 2009.
Une partie de Harvey’s a rouvert 48 h après l'explosion et l’hôtel rénové et réparé rouvre en mai 1981.

## Enquête

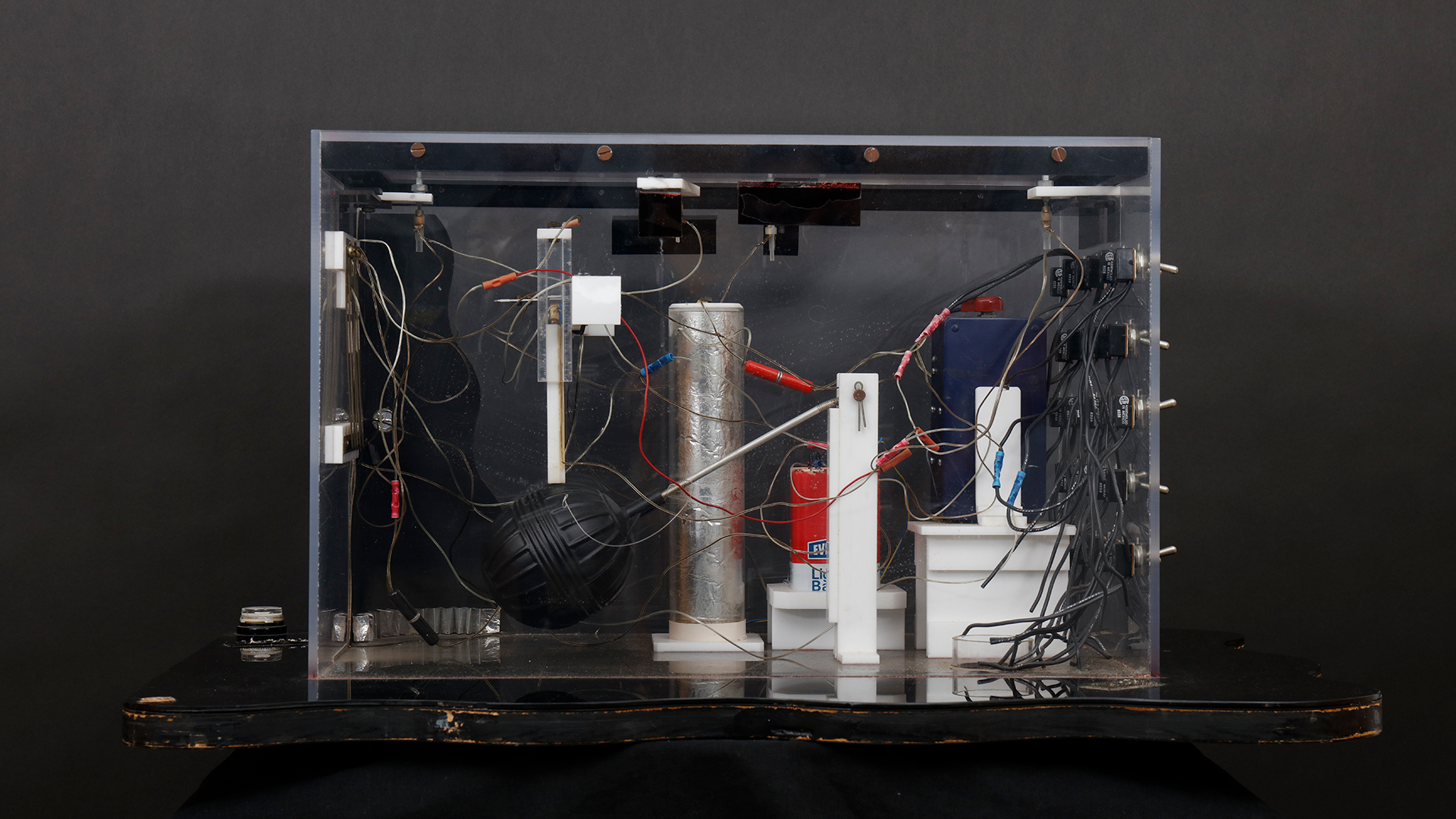
Un modèle d'essai de la bombe du Harvey's Casino Hotel créé par le FBI.

La bombe a été livrée au deuxième étage du casino par deux hommes se faisant passer pour des techniciens ; des témoins ayant remarqué une camionnette blanche marquée « IBM » sur le côté du bâtiment,. Birges a fait l'objet d'une enquête en tant que suspect possible en raison de l'identification de sa camionnette blanche qui se trouvait à South Tahoe au moment de l'attentat à la bombe. Birges a finalement été suspecté puis arrêté grâce à une information délivrée par des membres de sa famille,. L'un de ses fils avait révélé à sa petite amie que son père avait placé une bombe chez Harvey's. Après avoir rompu avec son petit ami, lors d'un rendez-vous avec un autre homme, ils ont entendu parler d'une récompense pour des informations, et elle a informé son nouveau petit ami au sujet de Birges. C'est cet homme qui a alors contacté le FBI.
Les deux fils de John Birges ont tous deux plaidé coupable en 1981, pour leur rôle dans l'attentat à la bombe, et ils n'ont purgé aucune peine de prison en échange du témoignage contre leur père. Birges a été reconnu coupable en 1982 et condamné à la prison à perpétuité sans possibilité de libération conditionnelle. Les deux complices de Birges qui ont livré la bombe à Harvey's ont ensuite été condamnés : Terry Lee Hall, en 1982, pour complot et transport interétatique d'explosifs ; et le beau-père de Hall, Willis Brown, qui a plaidé coupable en échange d'une réduction de peine.
En 1983, la dernière accusée, Ella Joan Williams, nommée par les procureurs comme la dactylographe de la lettre d'extorsion, a été reconnue coupable de tentative d'extorsion, de complot et de voyage interétatique au profit de l'extorsion. En 1996, à l'âge de 74 ans, Birges est décédé d'un cancer du foie au centre correctionnel du sud du Nevada situé a Jean dans le comté de Clark, seize ans et un jour après l'attentat à la bombe.